# Gare de Shin-Kurashiki
La gare de Shin-Kurashiki (新倉敷駅, Shin-Kurashiki-eki) est une gare ferroviaire de la ville de Kurashiki, dans la préfecture d'Okayama, au Japon. Elle est exploitée par la compagnie JR West et est desservie par la ligne Shinkansen Sanyō et la ligne Sanyō.

## Situation ferroviaire
La gare de Shin-Kurashiki est située au point kilométrique (PK) 186,7 de la ligne Shinkansen Sanyō et au PK 168,6 de la ligne principale Sanyō.

## Histoire
La gare a été inaugurée le 14 juillet 1891 sous le nom de gare de Tamashima (玉島駅). Elle prend son nom actuel en 1975 pour l'arrivée du Shinkansen.

## Service des voyageurs

### Accueil
La gare dispose d'un bâtiment voyageurs ouvert tous les jours, avec des guichets et des automates pour l'achat de titres de transport.

### Desserte

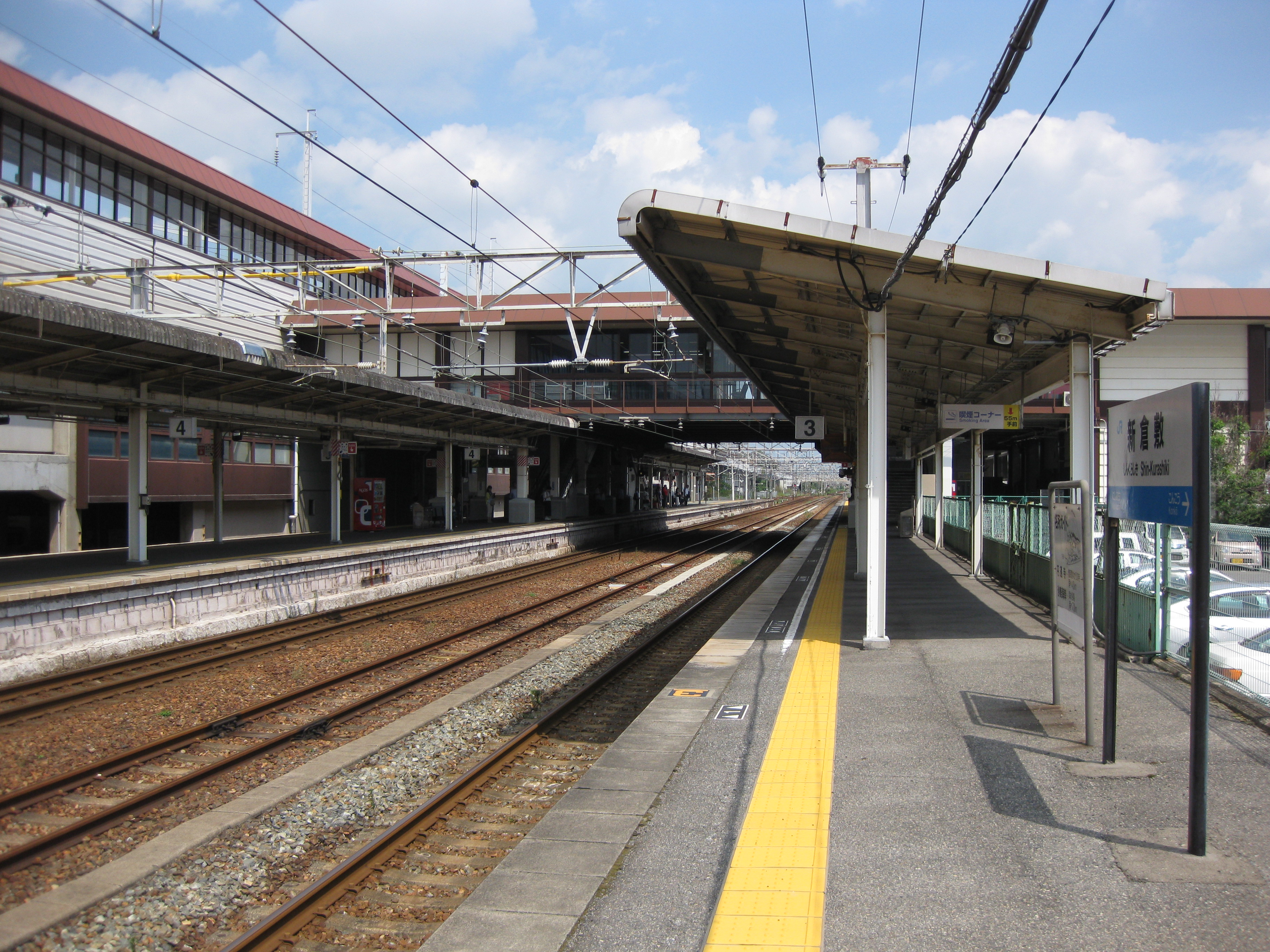
Vue des quais

- Ligne Shinkansen Sanyō :
  - voie 1 : direction Hakata
  - voie 2 : direction Shin-Osaka
- Ligne principale Sanyō :
  - voie 3 : direction Fukuyama
  - voies 4 et 5 : direction Okayama